# 스보보드니

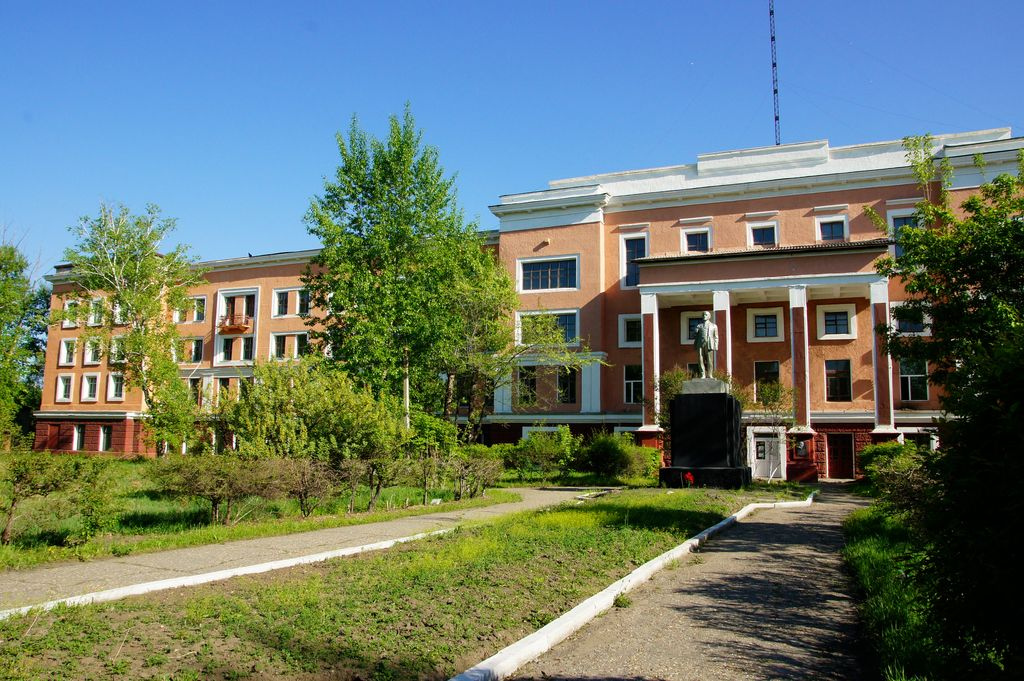
스보보드니 철도대학

스보보드니(러시아어: Свобо́дный)는 러시아 아무르주의 도시이다. 북위 51° 42′  동경 128° 00′  / 북위 51.700°  동경 128.000° 에 위치해 있다. 2010년 러시아연방 인구조사에서 58,778명의 인구를 기록하였다.
1912년에 "알렉세옙스크"라는 이름으로 건설되었다. 러시아 혁명 이후에 스보보드니('자유로운')라는 이름으로 바뀌었고, 한국인들은 의역을 하여 "자유시"로 불렀다. 1921년에는 자유시 참변(自由市慘變)이 일어났다. 1932년에는 바이칼-아무르 강제 노동수용소(Байкало-Амурский исправительно-трудовой лагерь, Бамлаг)가 들어서 1948년까지 운영되었다. 1935년 10월 당시 19만 3천명의 수용자가 있어 소련 최대의 수용소였으며, 1938년에 그것은 여러 개의 수용소들로 나뉘었다.

## 기후
| 월                       | 1월           | 2월           | 3월           | 4월           | 5월          | 6월          | 7월          | 8월         | 9월         | 10월          | 11월          | 12월          | 연간          |
| ------------------------ | ------------- | ------------- | ------------- | ------------- | ------------ | ------------ | ------------ | ----------- | ----------- | ------------- | ------------- | ------------- | ------------- |
| 역대 최고 기온 °C (°F)   | −2.1 (28.2)   | 4.1 (39.4)    | 16.4 (61.5)   | 28.6 (83.5)   | 34.3 (93.7)  | 42.0 (107.6) | 38.0 (100.4) | 34.7 (94.5) | 29.8 (85.6) | 26.3 (79.3)   | 11.5 (52.7)   | 0.0 (32.0)    | 42.0 (107.6)  |
| 일평균 최고 기온 °C (°F) | −19.4 (−2.9)  | −13.2 (8.2)   | −3.6 (25.5)   | 8.6 (47.5)    | 17.7 (63.9)  | 24.2 (75.6)  | 26.3 (79.3)  | 23.8 (74.8) | 17.3 (63.1) | 7.1 (44.8)    | −8.2 (17.2)   | −18.4 (−1.1)  | 5.2 (41.3)    |
| 일일 평균 기온 °C (°F)   | −26.0 (−14.8) | −20.6 (−5.1)  | −10.3 (13.5)  | 2.5 (36.5)    | 11.1 (52.0)  | 17.8 (64.0)  | 20.4 (68.7)  | 17.8 (64.0) | 10.7 (51.3) | 0.4 (32.7)    | −14.2 (6.4)   | −24.3 (−11.7) | −1.2 (29.8)   |
| 일평균 최저 기온 °C (°F) | −32.4 (−26.3) | −28.5 (−19.3) | −19.0 (−2.2)  | −4.7 (23.5)   | 3.1 (37.6)   | 10.0 (50.0)  | 14.0 (57.2)  | 11.5 (52.7) | 3.6 (38.5)  | −6.6 (20.1)   | −20.7 (−5.3)  | −30.3 (−22.5) | −8.3 (17.0)   |
| 역대 최저 기온 °C (°F)   | −50.0 (−58.0) | −45.0 (−49.0) | −40.0 (−40.0) | −23.4 (−10.1) | −11.1 (12.0) | −0.9 (30.4)  | 3.0 (37.4)   | 0.0 (32.0)  | −8.0 (17.6) | −25.5 (−13.9) | −38.9 (−38.0) | −47.2 (−53.0) | −50.0 (−58.0) |
| 평균 강수량 mm (인치)    | 6 (0.2)       | 13 (0.5)      | 13 (0.5)      | 32 (1.3)      | 51 (2.0)     | 82 (3.2)     | 116 (4.6)    | 113 (4.4)   | 76 (3.0)    | 23 (0.9)      | 26 (1.0)      | 11 (0.4)      | 562 (22)      |
| 출처:                    |               |               |               |               |              |              |              |             |             |               |               |               |               |

## 같이 보기
- 자유시 참변
- 스보보드니 우주기지
- 보스토치니 우주기지